# Хелашвили, Георгий Леванович
Георгий Леванович Хелашвили (1915 год, село Карданахи, Сигнахский уезд, Тифлисская губерния, Российская империя — неизвестно, село Карданахи, Гурджаанский район, Грузинская ССР) — бригадир виноградарского совхоза «Карданахи» Министерства пищевой промышленности СССР, Гурджаанский район, Грузинская ССР. Герой Социалистического Труда (1950).

## Биография
Родился в 1915 году в крестьянской семье в селе Карданахи Сигнахского уезда. С раннего возраста трудился в сельском хозяйстве. С середины 1930-х годов трудился рабочим в виноградарском совхоза «Карданахи» до призыва в Красную Армию по мобилизации. Участвовал в Великой Отечественной войне. После демобилизации возвратился на родину, где продолжил трудиться бригадиром виноградарей в совхозе «Карданахи».
В 1949 году бригада под его руководством собрала в среднем с каждого гектара по 104,5 центнера винограда на участке площадью 10,4 гектара. Указом Президиума Верховного Совета СССР от 5 сентября 1950 года удостоен звания Героя Социалистического Труда за «получение высоких урожаев винограда в 1949 году» с вручением ордена Ленина и золотой медали «Серп и Молот» (№ 5530).
Этим же указом званием Героя Социалистического Труда были удостоены звеньевой Гавриил Александрович Гучошвили и рабочий Степан Егорович Иванов.
После выхода на пенсию проживал в селе Карданахи Гурджаанского района. Дата смерти не установлена (после 1985 года).
Награды
- Герой Социалистического Труда
- Орден Ленина — трижды (1948; 03.05.1949; 30.02.1950)
- Орден Отечественной войны 2 степени (11.03.1985)